# Rovaniemen PS
Az Rovaniemen Palloseura vagy rövidebb nevén RoPS egy finn labdarúgócsapat, melynek székhelye Rovaniemiben található. Jelenleg a finn labdarúgó-bajnokság másodosztályában szerepel.

## Történelem
A klubot 1950-ben alapították. Legjobb eredményeük a finn kupa megnyerése 1986-ban, aminek értelmében elindulhattak a KEK 1987–88-as sorozatában, ahol egészen a negyeddöntőig jutottak. A finn bajnokságban elért legjobb helyezéseik: az 1988-as és az 1989-es szezonban elért két harmadik hely, aminek köszönhetően részt vehettek az UEFA-kupában.

## Sikerei
- Finn első osztály: 
  - 3. hely (2): 1988, 1989
- Finn másodosztály: 
  - 1. hely (2): 2010, 2012
  - 2. hely (2): 2003, 2007
- Finn kupa: 
  - 1. hely (1): 1986

### Európai kupákban való szereplés
| Szezon  | Sorozat   | Forduló    | Nemzet                         | Klub                   | Hazai | Idegenbeli | Összesítés |
| ------- | --------- | ---------- | ------------------------------ | ---------------------- | ----- | ---------- | ---------- |
| 1987–88 | KEK       | 1. forduló | Észak-Írország                 | Glentoran              | 0–0   | 1–1        | 1–1 (i.g.) |
|         |           | 2. forduló | Albánia                        | KS Vllaznia Shkodër    | 1–0   | 0–1        | 2–0        |
|         |           | 3. forduló | Franciaország                  | Olympique de Marseille | 0–1   | 3–0        | 0–4        |
| 1989–90 | UEFA-kupa | 1. forduló | Lengyelország                  | GKS Katowice           | 1–1   | 0–1        | 2–1        |
|         |           | 2. forduló | Franciaország                  | AJ Auxerre             | 0–5   | 0–3        | 0–8        |
| 1990–91 | UEFA-kupa | 1. forduló | Német Demokratikus Köztársaság | 1. FC Magdeburg        | 0–1   | 0–0        | 0–1        |

- - i.g.: idegenben szerzett több góllal.

## Keret
| #  |     | Poszt | Név                      |
| -- | --- | ----- | ------------------------ |
| 1  | FIN | K     | Tomi Maanoja             |
| 2  | FIN | V     | Albin Granlund           |
| 3  | FIN | V     | Jarkko Lahdenmäki        |
| 4  | FIN | KP    | Antti Okkonen (kapitány) |
| 7  | FIN | KP    | Tuomas Tyystälä          |
| 6  | NGA | V     | Ndukaku Udoka Alison     |
| 8  | FIN | KP    | Tuomo Könönen            |
| 9  | FIN | CS    | Mika Lahtinen            |
| 10 | FIN | KP    | Nicholas Otaru           |
| 11 | FIN | CS    | Aleksandr Kokko          |
| 12 | FIN | K     | Oskari Forsman           |
| 13 | FIN | KP    | Joonas Pennanen          |

| #  |     | Poszt | Név                                               |
| -- | --- | ----- | ------------------------------------------------- |
| 15 | FIN | V     | Arttu Härkönen                                    |
| 16 | FIN | KP    | Ville Saxman                                      |
| 17 | FIN | KP    | Olli Pöyliö                                       |
| 19 | FIN | KP    | Santeri Kumpula                                   |
| 21 | NGA | KP    | Mbachu Uchenna Emenike                            |
| 22 | FIN | KP    | Mika-Matti Maisonvaara                            |
| 23 | FIN | V     | Antti Peura                                       |
| 25 | TRI | KP    | Ataullah Guerra (kölcsönben az Caledonia AIA-tól) |
| 28 | FIN | KP    | Jarkko Niskajärvi                                 |
| 33 | JAM | KP    | Akeem Priestley                                   |
| 35 | NGA | V     | Faith Friday Obilor                               |
| 55 | SLV | KP    | Víctor Turcios                                    |